# Episodi di Big Love (quinta stagione)
La quinta ed ultima stagione della serie televisiva Big Love è stata trasmessa negli Stati Uniti dal 16 gennaio al 20 marzo 2011 su HBO.
In Italia è andata in onda sul canale satellitare Fox Life dal 24 luglio 2012.
| nº | Titolo originale             | Titolo italiano            | Prima TV USA     | Prima TV Italia |
| -- | ---------------------------- | -------------------------- | ---------------- | --------------- |
| 1  | Winter                       | Il ritorno                 | 16 gennaio 2011  | 24 luglio 2012  |
| 2  | A Seat at the Table          | Complicazioni              | 23 gennaio 2011  | 25 luglio 2012  |
| 3  | Certain Poor Shepherds       | Un Natale di redenzione    | 30 gennaio 2011  | 26 luglio 2012  |
| 4  | The Oath                     | Il giuramento              | 6 febbraio 2011  | 27 luglio 2012  |
| 5  | The Special Relationship     | Scendere a compromessi     | 13 febbraio 2011 | 28 luglio 2012  |
| 6  | D.I.V.O.R.C.E.               | Rivoluzione familiare      | 20 febbraio 2011 | 31 luglio 2012  |
| 7  | Til Death Do Us Part         | Finché morte non ci separi | 27 febbraio 2011 | 1º agosto 2012  |
| 8  | The Noose Tightens           | Il cerchio si stringe      | 6 febbraio 2011  | 2 agosto 2012   |
| 9  | Exorcism                     | Una scelta difficile       | 13 marzo 2011    | 3 agosto 2012   |
| 10 | Where Men and Mountains Meet | Dirsi addio                | 20 marzo 2011    | 4 agosto 2012   |